# Noacksches Haus

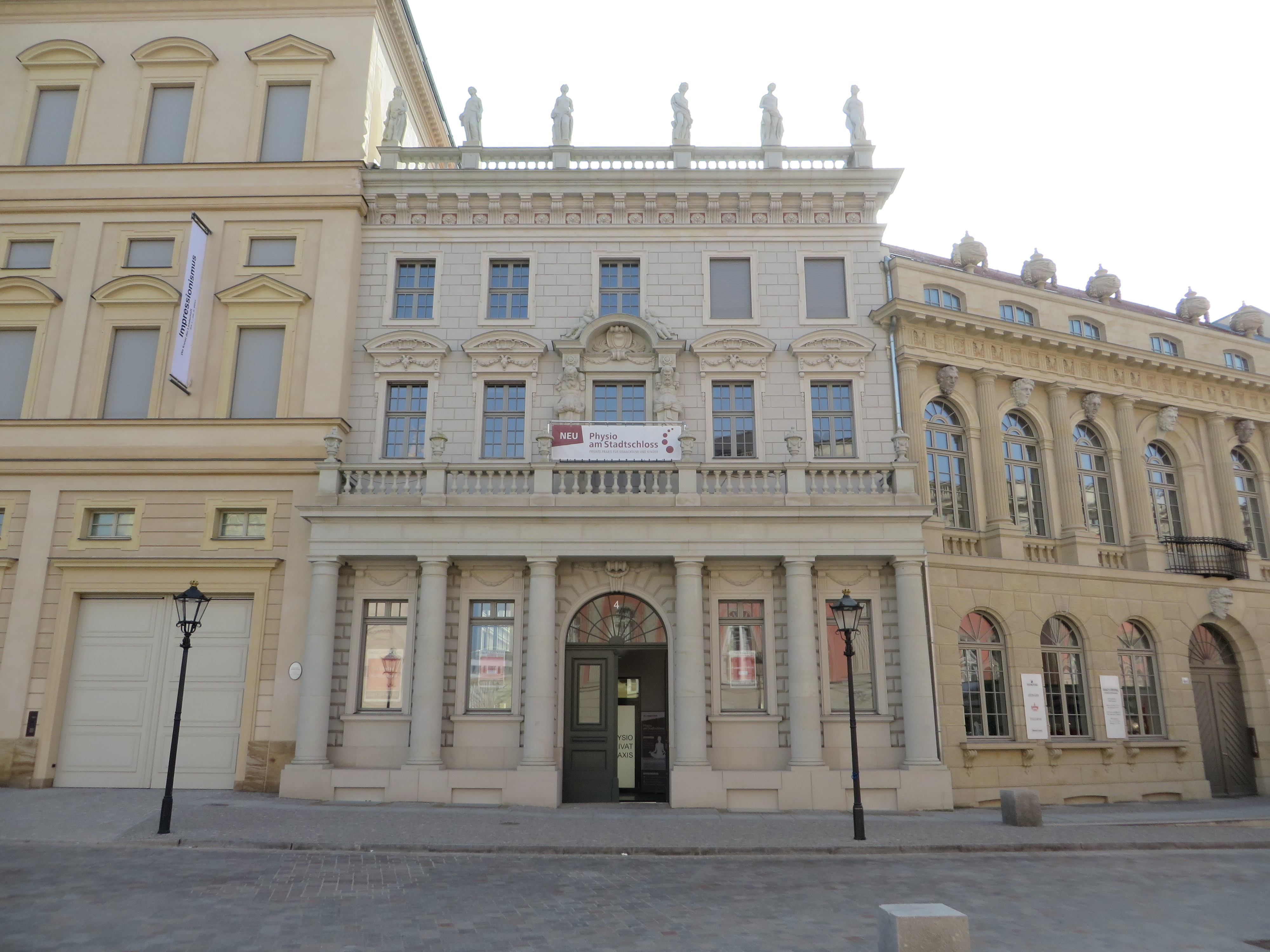
Noacksches Haus reconstruit en 2017

La Noacksche Haus était un bâtiment du vieux marché de Potsdam. Il a été construit en 1777 selon les plans de Carl von Gontard, détruit en 1945 et reconstruit en 2016 comme un immeuble résidentiel avec une façade fidèle à l'original . À l'origine, la maison a été construite pour le plus tard connu "Noackschen Gasthof". 
Le bâtiment est également connu sous le nom de Palazzo Chiericati, car les colonnes, les balustrades et les figures décoratives sont fortement inspirés du très palladien palais Chiericati de Vicence en Italie . 

## Liens web
- Contribution à l'histoire de la maison Noack à Potsdam

## Source de traduction
- (de) Cet article est partiellement ou en totalité issu de l’article de Wikipédia en allemand intitulé « Noacksches Haus » (voir la liste des auteurs).